# Premi de Poesia Parc Taulí
El Premi de Poesia Parc Taulí fou un premi literari que la Corporació Sanitària Parc Taulí va convocar entre 1998 i 2014 per premiar cada any una selecció de poemes en català. L'obra seleccionada l'editava Pagès Editors. El juny de 2015 la Corporació Sanitària Parc Taulí va deixar de convocar el certamen literari.

## Guanyadors[3]
- 1998 - Tres nadales i tres romanços, d'Albert Jané
- 1999 - Aire i matèries, de Joan Carles González Pujalte
- 2000 - Als foradats catúfols, de Pau Bielsa Mialet
- 2001 - Àlbum de noses, de Josep Gerona Fumàs
- 2002 - Stabat, de Víctor Sunyol
- 2003 - Els escalfadors, de Marc Masdeu Escuder
- 2004 - Vidre fumat, de Josep Maria Sala-Valldaura
- 2005 - El contorn de l'ombra, de Carles Camps i Mundó
- 2006 - El cant del Salvador, de Ricard Ripoll i Villanueva
- 2007 - L'usdefruit, d'Eduard Ramírez Comeig
- 2008 - Cants de Balafí, de Joan Antoni Cerrato
- 2009 - Vestigis, de Rosina Ballester Figueras
- 2010 - L'ombra queixalada, de Roc Casagran
- 2011 - HomesQue, de Jacint Sala Codony
- 2012 - Si no et tinc, de Joan-Elies Adell
- 2013 - Nord, de Manuel Bellver i Bayo
- 2014 - Blaus, de Klaus Ebner